# Schwamendingen-Mitte
Schwamendingen-Mitte ist ein Quartier in der Schweizer Stadt Zürich im Stadtkreis 12 (Schwamendingen). Mit den Quartieren Hirzenbach und Saatlen bildet Schwamendingen-Mitte den Stadtkreis 12.

## Geschichte

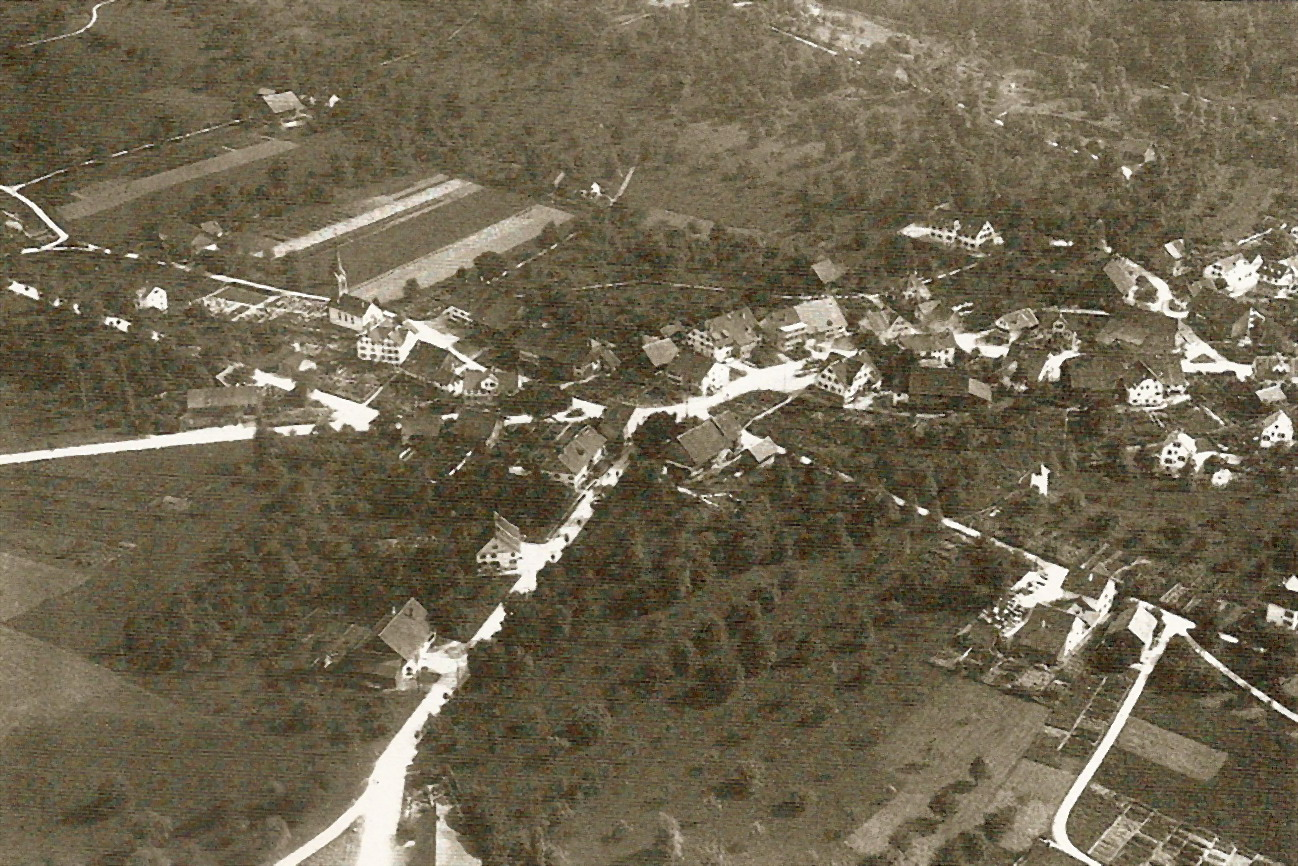
Schwamendingen vor 1920

Bis 1934 war Schwamendingen eine eigenständige Gemeinde. Im Quartier Schwamendingen-Mitte liegt der alte Dorfkern. Einige der alten Gebäude sind bis heute erhalten geblieben.

## Bevölkerungsentwicklung des Quartiers
Quelle: Statistik & Daten: Schwamendingen-Mitte

## Ortsgliederung
Im Norden bildet die Glatt die Grenze des Quartiers zu der Gemeinde Wallisellen. Die Winterthurer-, Roswiesen-, Stettbachstrasse und der Franzosenweg bilden im Osten die Grenze zum Quartier Hirzenbach. Im Süden liegt der stark bewaldete Weibelacker am Zürichberg mit der Grenze zum Quartier Oberstrass. Im Nordwesten verläuft die Autobahn A1 und bildet die Grenze zum Schwamendinger Quartier Saatlen. Im Westen grenzt Oerlikon bei der Siedlung Waldgarten ans Quartier. Im Quartier liegt das einzige Freibad Auhof des Stadtkreises 12.

## Verkehr

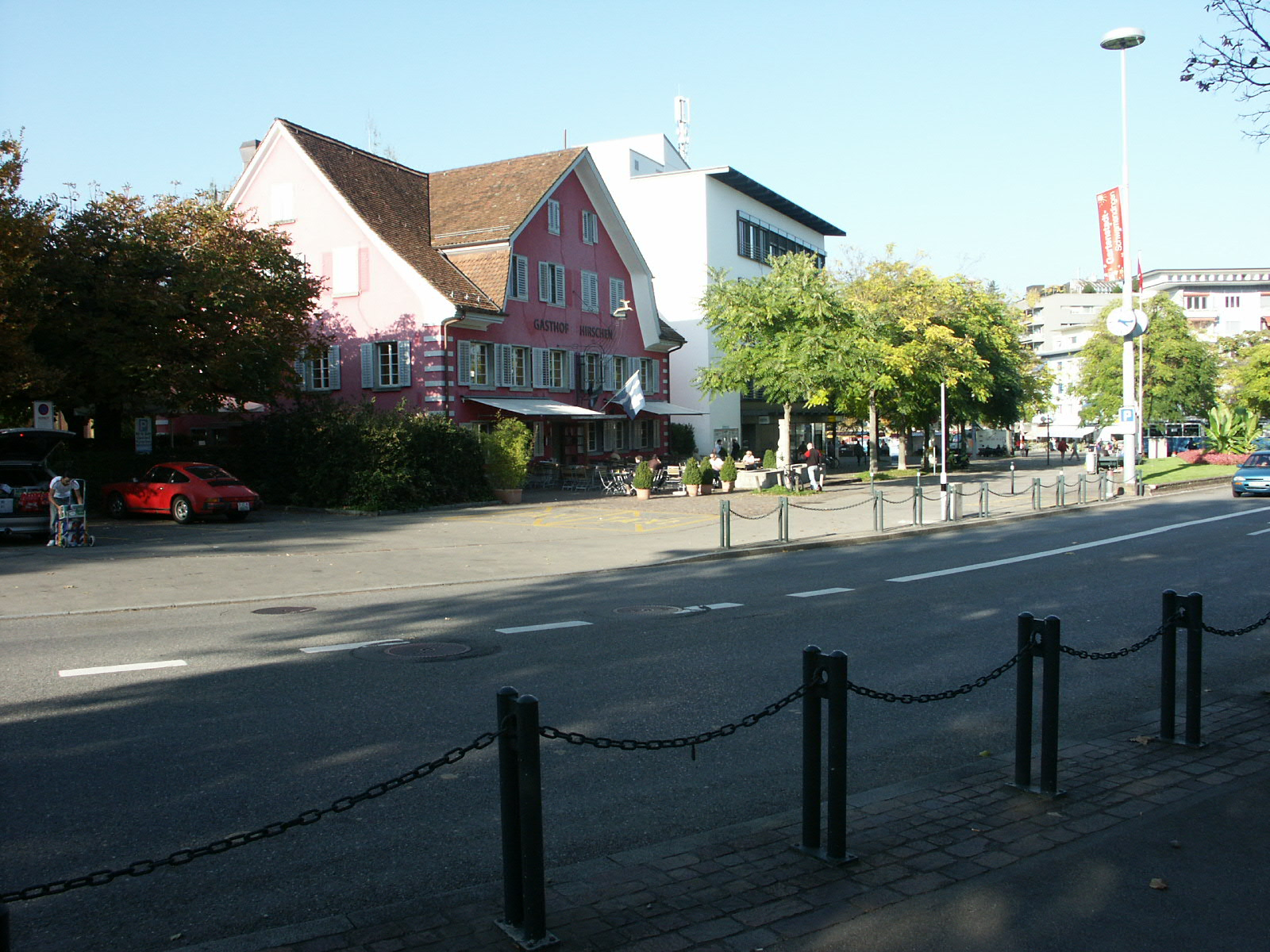
Schwamendingerplatz mit Gasthof Hirschen

### Privater Verkehr
Im Norden des Quartiers verläuft die Autobahn A1. Die stark befahrene Überland-, Winterthurer- und Dübendorferstrasse prägen das Bild des Quartiers. Diese Hauptstrassen verbinden die Nachbarorte Wallisellen, Dübendorf und Oerlikon.

### Öffentlicher Verkehr
Bis 1985 war Schwamendingen-Mitte nur durch die Buslinien 62, 64, 72 und 79 an das öffentliche Verkehrsnetz angebunden. Obwohl das Schwamendinger Stimmvolk das Tramprojekt an der Urne verwarf, wurde es realisiert; der Betrieb wurde am 1. Februar 1986 aufgenommen. Der Bau des Tunnels zwischen Milchbuck und Schwamendingerplatz veränderte das Ortsbild des Quartiers stark.